# Antoine Bertin

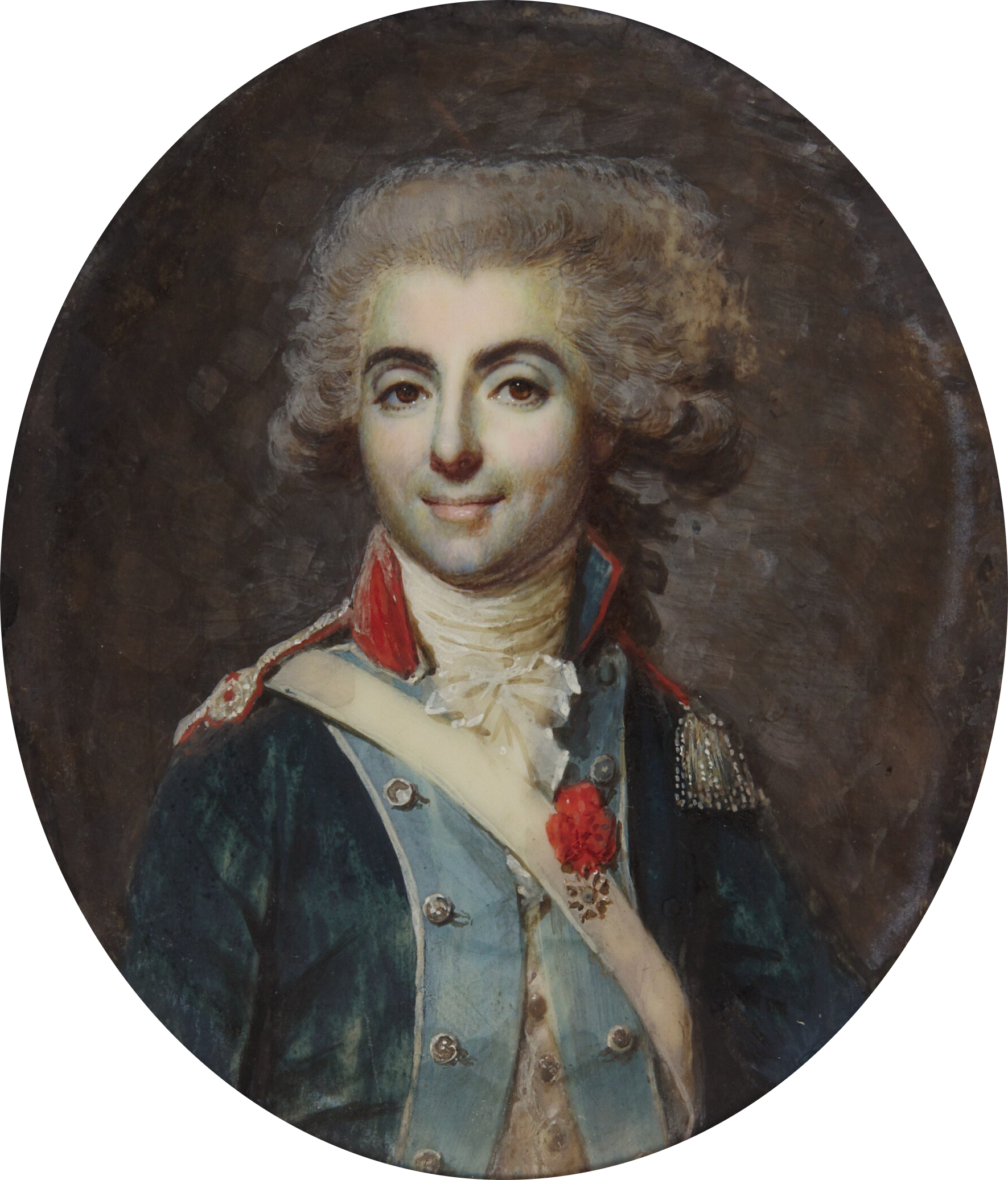
Antoine Bertin

Antoine Bertin, genannt Chevalier Bertin (* 10. Oktober 1752 auf der Île Bourbon; † 30. Juni 1790 in Santo Domingo) war ein französischer Dichter, dessen Werke vor allem erotische Themen zum Inhalt hatten.

## Leben
Antoine Bertin,  Sohn von François-Jacques Bertin, wurde 1761 im Alter von neun Jahren nach Frankreich gebracht und in Paris erzogen. Er studierte am Collège du Plessis, betrat die militärische Laufbahn und brachte es als Schützling der Königin Marie-Antoinette und des Grafen von Artois bis zum Grad eines Kapitäns der Kavallerie und zum Chevalier de Saint-Louis. Er beschäftigte sich aber auch eifrig mit der Dichtkunst und Literatur. Wie sein Freund und Landsmann Évariste de Parny trat er als Poet in die Fußstapfen Chaulieus. Er debütierte 1773 mit seinen Poésies und schrieb später im Geschmack Chapelles und Bachaumonts eine teils in Prosa, teils in Versen abgefasste Voyage de Bourgogne (Paris 1777), in der sich Reiseberichte und Lieder abwechseln. Seine seit 1772 für den Almanach des muses verfassten anakreontischen Gedichte und Elegien kamen unter dem Titel Les Amours (London 1780) heraus.
Einer der sinnlichsten erotischen Poeten Frankreichs, war Bertin von den lateinischen Elegikern beeinflusst, stand aber in seinen eleganten Versen im Bann des Klassizismus. Er wurde ein Liebling seines Zeitalters und erhielt den Beinamen „französischer Properz“; doch gehen ihm die Mannigfaltigkeit, Lebendigkeit und der lyrische Schwung des römischen Dichters ab.
Ende 1789 begab Bertin sich nach Santo Domingo, um sich mit einer jungen Kreolin, Hélène de Lestang, zu vermählen, die er in Paris kennengelernt hatte. Er kam aber  an seinem Reiseziel erschöpft an, sodass er die Heirat verschieben musste. Als diese schließlich im Juni 1790 stattfand, wurde er an seinem Hochzeitstag von einem heftigen Fieber ergriffen, an dem er 17 Tage darauf im Alter von nur 37 Jahren starb.
Bertins Werke erschienen zuerst 1785 in zwei Bänden in Paris. Jean-François Boissonade gab sie als Œuvres complètes (1824) neu heraus. Eine weitere Auflage besorgte Eugène Asse unter dem Titel Poésies et œuvres diverses (1879).